# Press Start World Tour
El Press Start World Tour iba a ser la tercera gira de conciertos de la banda CNCO. La gira iba a comenzar el 30 de mayo de 2020 en San Juan y culminar en Monterrey el 14 de agosto de 2020 pero fue cancelada debido a la propagación del contagio de la COVID-19.

## Fechas
| Fecha                  | Ciudad           | País           | Recinto                |
| ---------------------- | ---------------- | -------------- | ---------------------- |
| Norteamérica - Etapa I |                  |                |                        |
| 30 de mayo de 2021     | San Juan         | Puerto Rico    | Coliseo de Puerto Rico |
| 5 de junio de 2021     | Miami            | Estados Unidos | AmericanAirlines Arena |
| 6 de junio de 2021     | Fort Myers       | Estados Unidos | Hertz Arena            |
| 7 de junio de 2021     | Orlando          | Estados Unidos | Walt Disney Theatre    |
| 11 de junio de 2021    | Oakland          | Estados Unidos | Paramount Theatre      |
| 12 de junio de 2021    | Inglewood        | Estados Unidos | The Forum              |
| 13 de junio de 2021    | Dallas           | Estados Unidos | Curtis Culwell Center  |
| 14 de junio de 2021    | Houston          | Estados Unidos | Smart Financial Centre |
| 18 de junio de 2021    | Nueva York       | Estados Unidos | United Palace          |
| 20 de junio de 2021    | Washington D. C. | Estados Unidos | The Anthem             |
| 21 de junio de 2021    | Chicago          | Estados Unidos | Rosemont Theatre       |
| 14 de agosto de 2021   | Monterrey        | México         | Auditorio Pabellón M   |